# 孫繼先 (隆慶進士)
孫繼先（1540年—1586年），字胤甫，號南川，山西承宣布政使司太原府盂縣（今山西省陽泉市盂縣）人，明朝政治人物。

## 生平
隆庆元年（1567年）丁卯科山西鄉試第二十七名。隆慶五年（1571年）辛未科進士。吏部觀政，授潍县知县，六年调任遵化縣，丁憂歸。萬曆三年（1575年）復除内黄县，丁憂歸。九年復除獻縣，萬曆十年（1582年）六月，擢授四川道试御史，差巡盐两淮。张居正死後，孫繼先相繼舉薦萬曆帝召回此前被罷免的官員，包括吳中行、趙用賢、艾穆、沈思孝、鄒元標及余懋學、趙應元、傅應禎、朱鴻謨、孟一脈、王用汲。又舉薦魏學曾、宋纁、張岳、毛綱、胡執禮、王錫爵、賈三近、溫純、曹科、陳有年、朱光宇、趙參魯等人。
萬曆十一年十一月，孙继先与曾乾亨弹劾兵部尚書张学颜构陷刘台状，神宗以二人党护冯景隆，牵合刘台事，诬害大臣，二人皆降一级调外任。继先贬临清州判官，十二年升庆阳府推官。
萬曆十三年三月，叙录建言诸臣，孙继先升任南京刑部主事。十四年调任南京吏部，养病辞官。

## 家族
曾祖父孫文顯；祖父孫愷；父孫希哲，母張氏。具庆下。兄继芳。弟继原。